# Љубомир Живковић Шпанац
Љубомир Живковић — Илић и Љупче Шпанац (Црвени Брег, код Беле Паланке, 1918 — Босански Петровац, новембар 1942) био је учесник Шпанског грађанског рата и Народноослободилачке борбе и народни херој Југославије.

## Биографија
Рођен је 1918. године у селу Црвени Брег, код Беле Паланке. Пошто му је отац рано умро, имао је веома тешко детињство, па је морао сам да се пробија кроз живот. Године 1930. са свега 12 година морао је да пође у свет у потрази за послом. Радио је у Нишу, код једног посластичара, али уместо да учи занат, мајстор га је терао да му обавља кућне послове и пере судове, а спавао је у влажном подруму.
Пошто је био веома ситан и сув, а притом поцепан и изнурен од тешког рада, над њим се сажалио један пензионер из Ниша и примио га код себе да живи, помажући му у кућним пословима. После извесног времена, тај пензионер је успео да га преко привредног друштва „Привредник“ упути на изучавање обућарског заната у Сенту.
Током учења заната, Љуба је дошао у додир са револуционарним радничким покретом и преко напредне литературе почиње да стиче прва знања о класној борби и социјализму. Уз помоћ другова, које је упознао у Сенти, успео је да пређе у Београд, где је завршио занат код обућара и комунисте Демаја. У Београду се веома активно укључио у омладински револуционарни покрет и већ 1935. године је био члан једног Рејонског комитета Савеза комунистичке омладине Југославије (СКОЈ).
Почетком 1936. године је био ухапшен. Иако није имао 18 година, био је изведен пред Државни суд за заштиту државе, који га је осудио на годину и по дана затвора. Робију је издржавао у Сремској Митровици, где је као најмлађи политички затвореник био омиљен међу свим робијашима-комунистима, а посебно га је волео Моша Пијаде. Током робијања је био примљен у чланство Комунистичке партије Југославије (КПЈ), а од старијих другова је добио велико знање о марксизму.
По изласку из затвора се вратио у Београд и убрзо се пријавио за одлазак у Шпанију, да као добровољац учествује у одбрани Шпанске републике од фашизма. Полиција је наслутила његову нову активност и покушала да га поново ухапси. Приликом покушаја хапшења, веома вешто је успео да побегне агентима — приликом њиховог уласка у стан, хладнокрвно је узео огртач и изашао. Тада је вешто искористио своју ситну грађу, па су агенти мислили да је у питању неко дете. Одмах потом је напустио Београд и кренуо пут Шпаније, а извесно време је провео у Загребу. Одатле је отишао у Париз и тамо се потом пребацио у Шпанију, фебруара 1938. године.
По доласку у Шпанију, најпре је био упућен на борбену обуку у Албасете, а затим у Каталонију. После обуке је био упућен у батаљон „Дивизионарио“, где је најпре био десетар, а затим водник у Другој чети. Једно време је обављао и курирску дужност. Током борби на реци Ебро, у тада опустошеном граду Тартаси, маја 1938. године од старих делова је успео да направи бицикл, од којег се није растајао све до краја рата. Учествовао је фебруара 1939. године у последњим борбама Интернационалних бригада. После слома Шпанске републике, заједно са другим борцима је био интерниран у Француску, где је боравио у логорима Ангелес и Гирсу, на обалама Медитерана.
У лето 1940. године је побегао из логора и у Марсељу се укрцао на брод и дошао у Југославију. У Сплиту је био ухапшен и заједно са другим шпанским борцима, био интерниран у концентрациони логор у Билећи. У логору је остао све до његовог распуштања, новембра 1940. године. Потом је био спроведен у родно место, али га је убрзо напустио и отишао у Нови Сад, где је био упућен на партијски задатак. Ту се запослио у једној радионици метли. Политички рад је обављао под именом „Илић“ и од тада је био познат под тим именом. Убрзо је био изабран за члана Покрајинског комитета СКОЈ-а за Војводину, а фебруара 1941. године је прешао у илегалност, јер му је запретило ново хапшење.
После Априлског рата и окупације Краљевине Југославије, 1941. године напустио је Нови Сад и прешао је у Београд. Одмах се укључио у рад једног Рејонског комитета на Котеж-Неимару, који је био један од шест рејонских комитета при Месном комитету КПЈ за Београд. Као искусан борац из Шпанског грађанског рата, био је руководилац диверзантске групе, која је вршила разне диверзантске акције против окупатора у току јула 1941. године. Једна од акција у којој је учествовао била је и паљење немачке гараже у Гробљанској улици, код Новог гробља.
Потом је напустио окупирани Београд и отишао и Посавски партизански одред, где је примио дужност политичког комесара Друге београдске чете, која је почетком септембра прерасла у Београдски батаљон. У међувремену, Љуба је обавио веома важан партијски задатак — илегално је отишао у Сремску Митровицу и пренео поруку Централног комитета КПЈ Јовану Веселинову да убрзају бекство комуниста из затвора у Сремској Митровици.
Током боравка на терену, Љуба је доста користио своје војно знање из Шпаније. У договору са Миладином Ивановићем, командантом Београдског батаљона, он је предводио поједине чете или мање патроле приликом извршавања борбених задатака. Поред тога, одржавао је политичке конференције и зборове с народом, радећи на стварању Народноослободилачких одбора и других антифашистичких организација.
Крајем октобра и током новембра 1941. године, налазио се на ослобођеној територији Ужица, да би, после повлачења главнине партизанских снага из западне Србије у Санџаку, почетком децембра, поново био на дужности политичког комесара Београдског батаљона, са којим учествује у тешким борбама код Сјенице, у другој половини децембра.
Од почетка јануара 1942. године, када је Београдски батаљон ушао у састав Прве пролетерске ударне бригаде, као њен Шести батаљон, Љуба је постао интендант тог батаљона. С Првом пролетерском бригадом, пролази све борбе од источне Босне, преко Херцеговине и Босанске крајине. Учествује и у изузетно тешким борбама на Гату и Автовцу; у заузимању станице Раштелице, код Калиновика; рушењу пруге Коњиц–Сарајево; заузимању Шћита и Дувна; у борбама за Ливно; борбама против четника око Грахова и Стрмице; у борбама око Кључа и др. Исказивајући веома добре војне вештине, унапређен је за командира чете, а крајем октобра 1942. године постаје заменик команданта Шестог београдског батаљона.
Учествује у вишедневним борбама на Ситници, као предстражи Бање Луке и Јајца. Ту је био у ноћи 19/20. новембра 1942. године, тешко рањен од тенковске гранате. Пренет је у партизанску болницу у Босанском Петровцу, где је, после неколико дана умро од задобијених рана.
Указом Президијума Народне скупштине ФНР Југославије 20. децембра 1951. проглашен је за народног хероја.